# Puente Romano (Mérida)

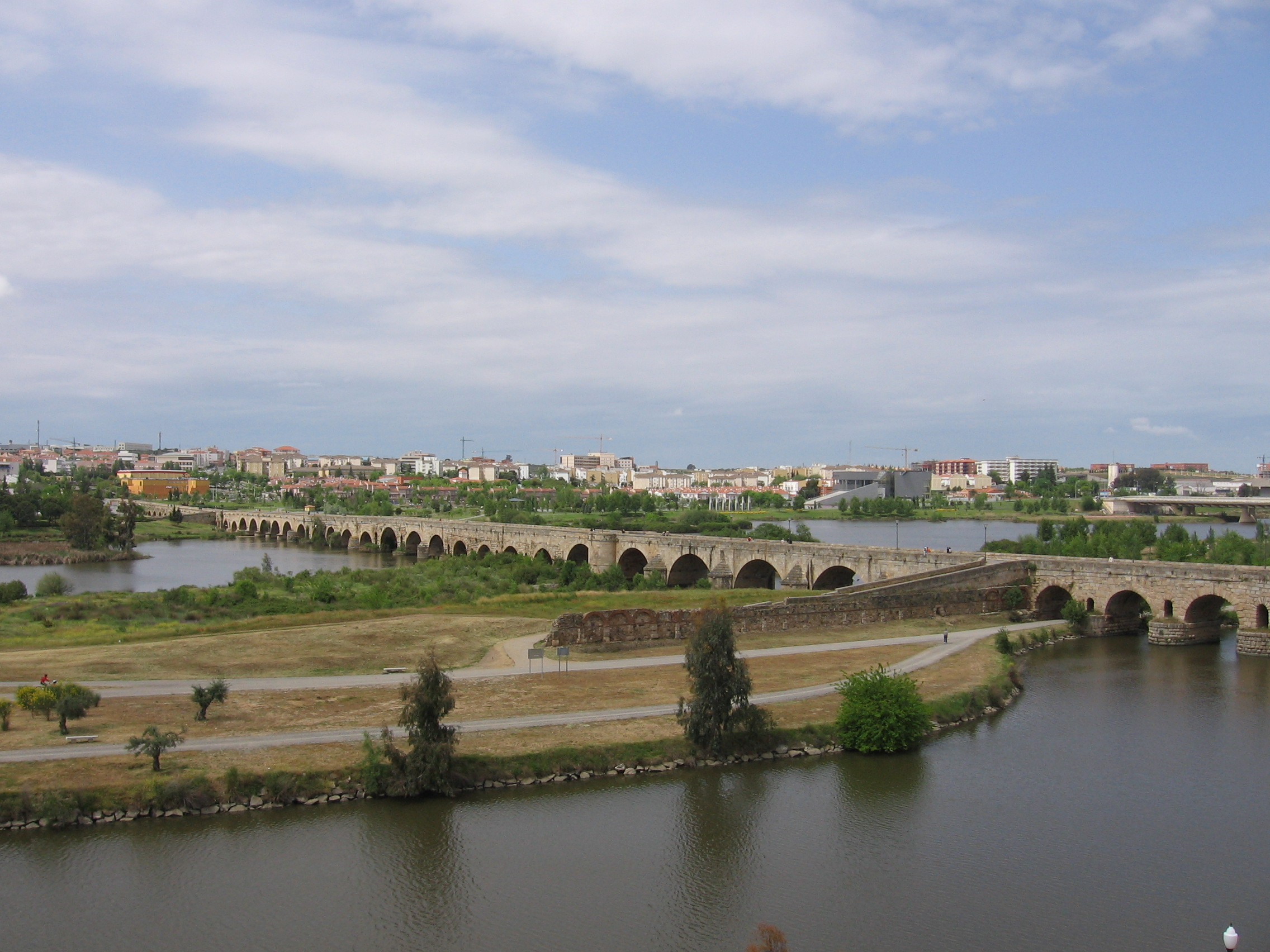
Puente Romano in Mérida (2006)

Die Puente Romano (spanisch für Römerbrücke) in der südspanischen Stadt Mérida gilt als die längste aus der Antike erhaltene Brücke. Zur Römerzeit überspannte das Bauwerk den Guadiana auf 62 Bögen mit einer Gesamtlänge von 755 m. Heutzutage ist die Brücke 721 m lang (einschließlich der Brückenaufgänge: 792 m) und ruht auf 60 Bögen, von denen drei in der Uferaufschüttung verborgen liegen.

## Geschichte
Die Brücke wurde an einer seichten Stelle des Flusses errichtet, an der sich zudem eine Flussinsel befindet. Ursprünglich überspannten den Fluss zwei separate Bogengruppen, die durch eine Holzkonstruktion verbunden waren. Teile der Originalbrücke wurden allerdings bei einem Hochwasser 1603 zerstört. Danach wurde beschlossen, die beiden Bogengruppen mithilfe weiterer Bögen in der Mitte zu verbinden. Seitdem verläuft die Brücke in einem Stück über den Fluss. Bis 1990 konnten Autos die Brücke überqueren. 1993 wurde sie mitsamt den archäologischen Stätten von Mérida zum UNESCO-Weltkulturerbe ernannt.